# Furka-Oberalp
La compagnie Furka-Oberalp Bahn (FO) est une ancienne entreprise ferroviaire Suisse. Elle a fusionné avec le Brig-Visp-Zermatt Bahn (BVZ) et le Gornergrat Bahn pour former la Matterhorn-Gotthard Bahn (MGB). Elle exploitait à l'origine une ligne reliant Disentis et  Brigue, passant par le col de l'Oberalp.

## Histoire

### Compagnie Suisse du Chemin de fer de la Furka (Brig-Furka-Disentis), (BFD)

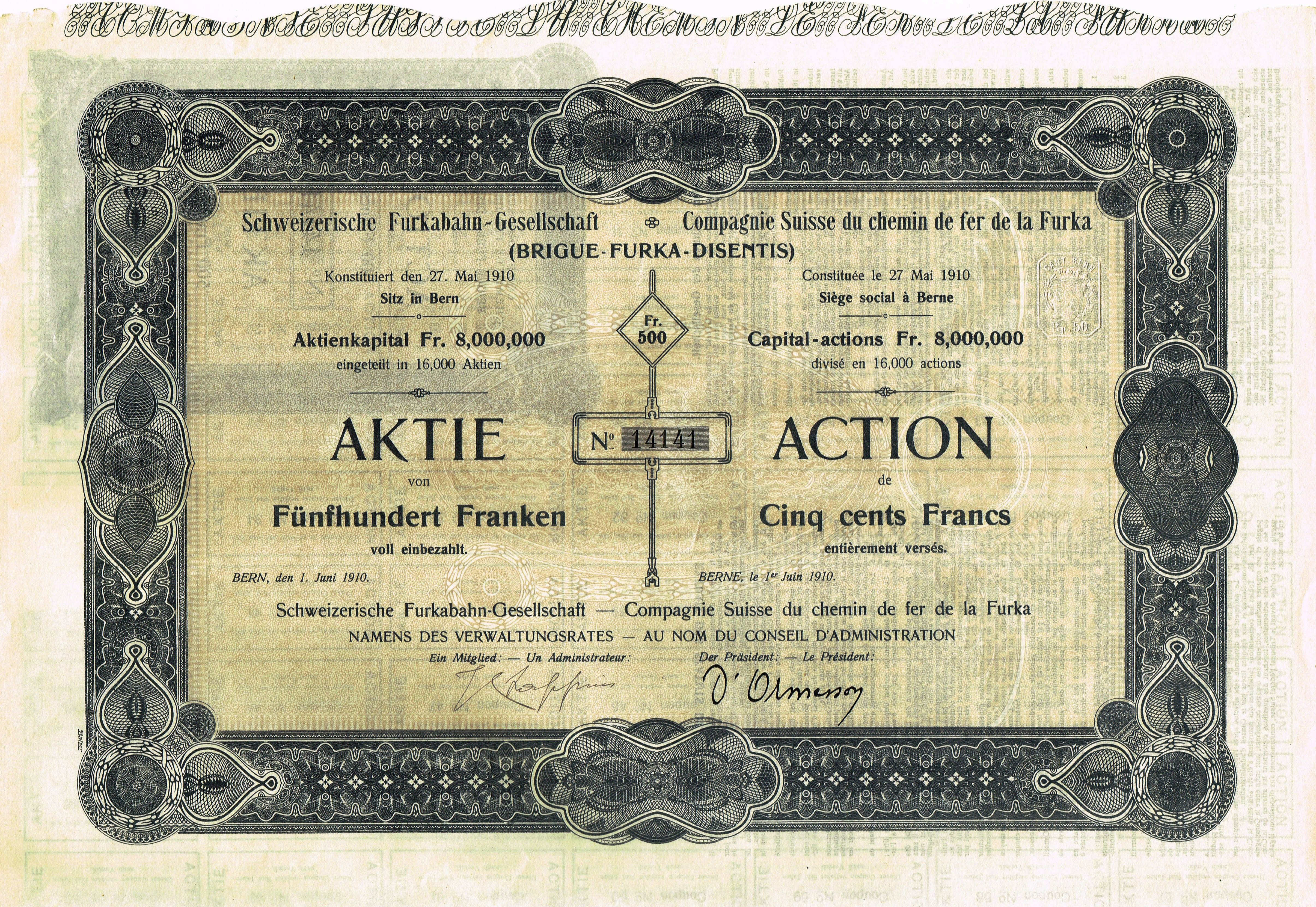
Action de la Compagnie Suisse du Chemin de fer de la Furka (Brig-Furka-Disentis)

Cette compagnie est créée avec des capitaux français, elle construit une ligne de chemin de fer à voie métrique et à crémaillère, dont l'origine se situe à Brigue, dans la Haute vallée du Rhône.
- 1909, acceptation du projet
- 1911, construction entre Brigue et Gletsch
- 1914, le 30 juin, inauguration du tronçon Brigue - Gletsch 42 km
- 1923, La compagnie fait faillite et deux tronçons restent inachevés.

La compagnie avait mandaté la Compagnie des Batignolles pour effectuer les travaux. Elle choisit la traction à vapeur, alors que l'usage de la traction électrique dominait dans les chemins de fer de montagne.

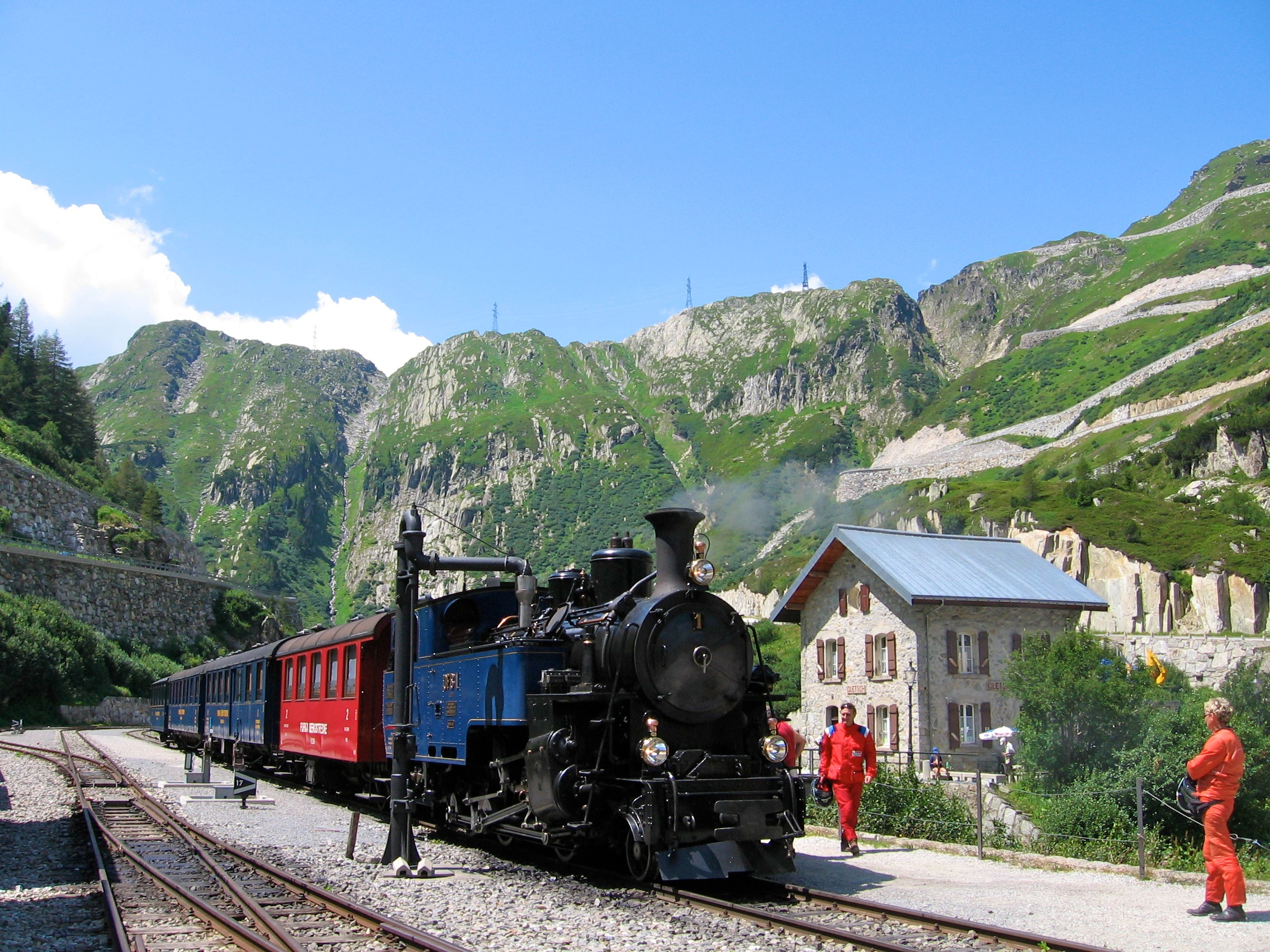
locomotive FO no 1 restaurée par l'association DFB en gare de Gletsch. Remarquer le style français de l'architecture du bâtiment de la gare, construite par la compagnie des Batignolles.

### Compagnie Furka Oberalp Bahn (FO)
- 1925 Cette compagnie est créée et reprend les travaux vers Disentis et les termine
- 1942, la ligne est électrifiée
- 1961, la compagnie FO fusionne avec celle exploitant le Schöllenenbahn (SchB) qui relie Andermatt à Göschenen
- 1982, le 26 juin, inauguration du tunnel sous le col de la Furka, long de 15,4 km.

### Dampfbahn Furka-Bergstrecke (DFB)
Cette compagnie crée en 1987 et reprend l'exploitation du tronçon abandonné (18 km), du fait de la construction du tunnel entre Oberwald et Gletsch. Elle assure les trains en traction à vapeur avec les locomotives d'origine.

### Matterhorn-Gotthard Bahn (MGB)
Cette compagnie est formée en 2003 par la fusion :
- du Furka Oberalp (FO),
- du Brig-Visp-Zermatt (BVZ),
- du Gornergrat Bahn (GB),

## Le tracé
La ligne entre Brigue et Disentis a une longueur de 96 km. Le tracé de la ligne emprunte les cols de la Furka et de l'Oberalp. Entre ces deux cols, la ligne redescend dans une vallée pour desservir Andermatt.

## Infrastructure
La ligne est à voie métrique et équipée sur certaines sections d'une crémaillère de type Abt.

## Matériel roulant

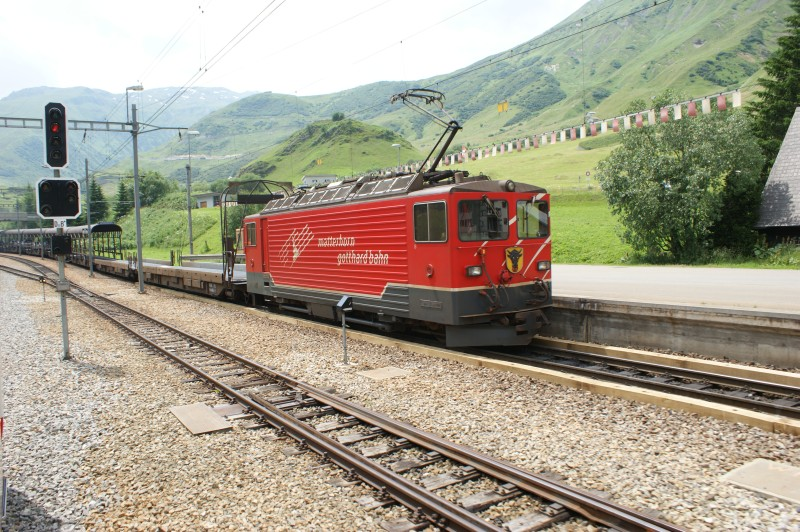
Train auto assurant la navette vers Oberwald en gare de Realp.

Pour la traction des trains, la compagnie BFD a choisi la traction vapeur. Un type de locomotives-tenders de configuration 130, les HG 3/4, a été conçu par la firme SLM Winterthur. Ces machines étaient à adhérence et à crémaillère.
- 1, 130, SLM (2315), 1913, 1947, vendue aux Chemins de fer indochinois (CFI)
- 2, 130, SLM (2316), 1913, 1947, vendue aux Chemins de fer indochinois
- 3, 130, SLM (2317), 1913, 1969, vendue au Chemin de fer Blonay-Chamby BC
- 4, 130, SLM (2318), 1913, 2005, mise à disposition de la Dampfbahn Furka-Bergstrecke DFB
- 5, 130, SLM (2415), 1914, 1965, réformée
- 6, 130, SLM (2416), 1914, 1947, vendue aux Voies ferrées du Dauphiné (France)
- 7, 130, SLM (2417), 1914, 1941, vendue au Chemin de fer Bière-Apples-Morges, 1947 Voies ferrées du Dauphiné (France)
- 8, 130, SLM (2418), 1914, 1947, vendue aux Chemins de fer indochinois
- 9, 130, SLM (2419), 1914, 1947, vendue aux Chemins de fer indochinois, Dampfbahn Furka-Bergstrecke
- 10, 130, SLM (2420), 1914, 1965, détruite dans une avalanche

En 1942, la ligne est électrifiée. Des locomotives électriques sont livrées par SLM Winterthur.
- HGe 4/4 SLM, BBC, 31 à 37, 1942
- BDeh 2/4 SLM, BBC, 41 à 45, 1941 à 1942
- Deh 4/4 SLM, SIG, BBC 51 à 55, 1972
- Ge 4/4 III SLM, BBC, 81 à 82, 1979
- Deh 4/4 II SLM, BBC,91 à 96, 1979/1984
- HGe 4/4 II SLM, ABB, BBC, 101 à 108, 1986 à 1990